# Daan Breeuwsma
Daan Breeuwsma (Aldeboarn, 29 dicembre 1987) è un pattinatore di short track olandese.

## Biografia
Intrattiene una relazione sentimentale con la compagna di nazionale Rianne de Vries.

## Palmarès

### Campionati mondiali
- 5 medaglie:
  - 2 ori (staffetta a Montréal 2014; staffetta a Rotterdam 2017);
  - 1 argento (staffetta a Shanghai 2012);
  - 2 bronzi (staffetta a Debrecen 2013; staffetta a Mosca 2015).

### Campionati europei
- 12 medaglie:
  - 5 ori (staffetta a Heerenveen 2011; staffetta a Mladá Boleslav 2012; staffetta a Soči 2016; staffetta a Torino 2017; staffetta a Dresda 2018);
  - 5 argenti (staffetta a Torino 2009; staffetta a Malmö 2013; staffetta a Dresda 2014; staffetta a Dordrecht 2019; staffetta a Debrecen 2020);
  - 2 bronzi (1500 m e staffetta a Dordrecht 2015).